# Dominique Boutet
Pour les articles homonymes, voir Boutet.
Dominique Boutet, né le 11 juillet 1949 à Créteil et mort le 8 août 2021 à Mende,, est un médiéviste français, professeur de littérature française du Moyen Âge et directeur de recherche.

## Biographie
Dominique Boutet, à l'issue de ses études à l'École normale supérieure, est agrégé de lettres classiques. En 1991 il soutient, à l'Université Paris 3, une thèse de doctorat en littérature française Mythes et idéologies de la royauté dans la littérature française médiévale (1100-1250) : Charlemagne et Arthur, sous la direction de Jean Dufournet. En 1992 il est nommé maître de conférences à l'École normale supérieure, puis professeur de littérature française du Moyen âge à l'Université de Paris-Sorbonne en 2003. Il est directeur de l'Unité de recherche "Étude et édition de textes médiévaux" (Sorbonne-Université). Il est directeur de la collection Cultures et civilisations médiévales (Presses Sorbonne-Université).
Il publie de nombreux ouvrages et articles (Revues Annales. Economies, sociétés, civilisations, Cahiers de civilisation médiévale, Romania). Il consacre des publications à l'histoire de la littérature du Moyen Âge où il retrace les contours de cette littérature et en dégage le contexte historique et social ; il décèle les logiques profondes animant la production littéraire médiévale et de chercher à comprendre les conditions de sa constitution. Il traite d'un vaste champ de thèmes : chansons de geste, parodies religieuses, fabliaux, Roman de Renart, textes historiographiques, théâtre, Roman de la Rose, littérature arthurienne en vers et en prose... En 2019 l'ouvrage L'Épique au Moyen Âge rassemble vingt-cinq de ses articles portant sur la matière et les traditions de l’écriture épique du Moyen Âge français.

## Publications
- Histoire de la littérature française du Moyen âge, Paris, 2003, Honoré Champion, coll. « Unichamp-Essentiel », 208 p.
- Charlemagne et Arthur, ou le roi imaginaire, Paris, 1993, Honoré Champion, nouvelle collection du Moyen Age, 656 p.
- Formes littéraires et conscience historique aux origines de la littérature française, 1100-1250, Paris, 1999, 295 p.
- La littérature française du Moyen Age, Paris, 1997, Presses universitaires de France, coll. « Que sais-je ? », 128 p.
- Poétiques médiévales de l’entre-deux, ou le désir d’ambiguïté, Paris, 2017, Honoré Champion, 486 p.
- L'épique au Moyen Âge, Paris, 2019, Honoré champion, 438 p.
- Les Fabliaux , Paris, 1985, Presses universitaires de France, 128 p.